# Dipayal
Dipayal of Dipayal Silgadhi(Sanskriet: दुनै) is een stad (Engels: municipality; Nepalees: nagarpalika) in het westen van Nepal, en tevens de hoofdstad van het district Doti. De stad telde bij de volkstelling in 1991 12.360 inwoners, in 2001 22.061, in 2011 23.416.